# Music in High Places: Live from Morocco
Music in High Places es el primer DVD oficial editado por la banda de rock Collective Soul. Se trata de un viaje de 4 días en Marruecos, pasando por el Desierto del Sahara, un alcazaba de 700 años de antigüedad, el mercado de Marrakech, y otros lugares, donde la banda hace presentaciones acústicas y descubren la cultura e historia del país.

## Lista de canciones
1. Heavy
2. Why Pt. 2
3. Vent
4. The World I Know
5. Gel
6. December
7. Heaven's Already Here
8. Over Tokyo
9. She Said
10. Perfect Day
11. Shine
12. After All

## Miembros
- Ed Roland - voz y guitarra
- Dean Roland - guitarra rítmica
- Ross Childress - primera guitarra
- Will Turpin - percusión, bajo, voces
- Shane Evans - batería

- Datos: Q6034694